# Au premier coup
Au premier coup ist ein Gemälde von Joseph Weber. Das Porträt des Kaufmanns Ludwig Gloeckler hält das Ergebnis eines ungewöhnlichen Jagdvorkommnisses fest.

## Bild
Das hochformatige Bild zeigt Ludwig Gloeckler in Ganzfigur. Er sitzt auf einem Baumstamm vor einem Felsen, auf dem die Ereignisse des erfolgreichen Jagdtages referiert werden. Zu seinen Füßen liegt ein Jagdhund, vor dem Felsen sind die beiden erlegten Tiere, ein Hirsch und eine Hirschkuh, zu sehen. Den Hintergrund bildet eine Wald- und Felsenszenerie unter einem düsteren Himmel.
Der beleibte Gloeckler trägt einen knielangen, grünen Jagdrock. Darüber sind ein Hirschfänger und ein Pulverhorn geschnallt. In der rechten Hand hält er ein Taschentuch, mit der linken hält er das Pulverhorn, das auf seinem Oberschenkel aufliegt, fest. zwischen seinen Beinen lehnt eine Zwillingsflinte.
Gloeckler ist etwas links von der Bildmitte platziert. Der helle Stein auf der rechten Seite trägt etwa auf der Schulterhöhe des erfolgreichen Jägers die Inschrift „Anno MDCCCXXVI d. 12. Jan. schoss Ludwig Gloeckler in Langenalb einen Hirsch und ein Altthier mit ein und derselben Kugel, die noch ein drittes Stück verwundete – siehe Sylvan Jahrbuch von 1825 u. 26 von Fischer u. Borch.“ Weiter unten, zwischen dem linken Ellenbogen des Schützen und dem Geweih des erlegten Hirsches, befindet sich die Signatur des Malers samt Jahresangabe.

## Hintergrund
Über den ungewöhnlichen Jagderfolg, den Weber in diesem Bild festhielt, wurde in Sylvan. Jahrbuch für Forstmänner, Jäger und Jagdfreunde auf die Jahre 1825/26 berichtet: Gloeckler nahm laut diesem Bericht im Dezember 1825 – was der Angabe auf dem Bild widerspricht – an einer Treibjagd im badischen Forst bei Langenalb teil und schoss ein „Altthier, welches ein gewisser Schütze kurz zuvor für eine Rehegeiß angesehen hatte.“ Bei der Betrachtung des erlegten Tieres stellte er dann fest, dass seine Kugel „der unglücklichen Wild-Matrone den Rückgrad entzwei geschlagen und ihrem jungen Galane das Herz durchbohrt“ hatte – denn neben dem erlegten Alttier lag auch noch ein Gabler. Von einem dritten, ebenfalls noch durch diese Kugel getroffenen Tier ist im Sylvan allerdings nichts vermerkt.

## Parallelporträt

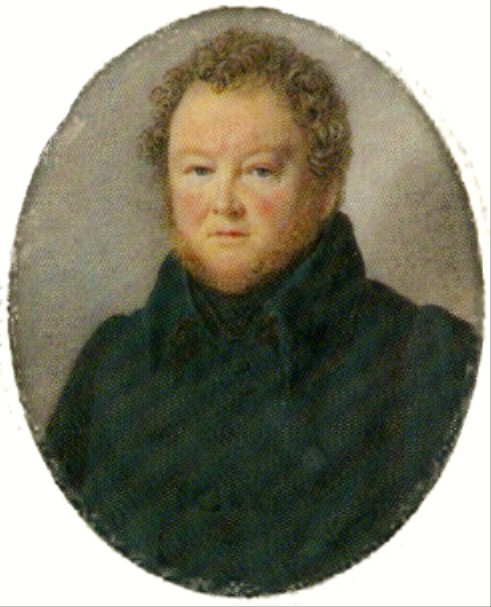
Gustav Nehrlichs Gloeckler-Porträt

Ein weiteres Porträt Gloecklers, das Gustav Nehrlich schuf, wurde 1991 zusammen mit Webers Ölbild zum Kauf angeboten. Es wirkt wie ein Ausschnitt aus Webers Gemälde, wenn man einmal davon absieht, dass hier der Riemen, der über Gloecklers linke Schulter läuft, nicht vorhanden ist. Im Auktionskatalog des Versteigerungshauses Nagel wurde die Kombination der beiden Bilder damals wie folgt kommentiert: „Äußerst interessantes Beispiel einer Zusammenarbeit von Künstlern aus ganz verschiedenen Kunstkreisen. Da der Dargestellte in Antwerpen gestorben ist, könnte es sein, daß beide Arbeiten im Kölner Raum entstanden sind.“ Diese Vermutung wird auch damit begründet, dass Weber lange Zeit in Köln als Porträtist gearbeitet habe. Die Kombination aus den beiden Bildern wird als hochinteressantes Kulturdenkmal bezeichnet. Weber soll allerdings nur von 1841 bis 1858 in Köln tätig gewesen sein und Nehrlich verstarb schon 1840. Eine Zusammenarbeit müsste also, wenn überhaupt, dann vorher stattgefunden haben und vermutlich auch eher im damaligen Lebensumfeld des Porträtierten: Nehrlich, der aus Karlsruhe stammte, bezog 1829 die Akademie in München, wurde aber schon vorher von seinem Vater ausgebildet. Weber wiederum war gebürtiger Mannheimer und dort auch zeitweise tätig; er studierte außerdem in Karlsruhe.

## Zur Person Gloecklers
In dem Bericht im Sylvan wird Gloeckler als Kaufmann und Weinhändler aus Karlsruhe bezeichnet. Eine Aufschrift auf der Rückseite des Nehrlichschen Porträts enthält die Angaben, es handle sich um Johan Ludwig Wolfgang Gloeckler, der in Kirchheim unter Teck am 19. Juni 1785 geboren wurde und am 20. November 1859 in Antwerpen starb. Glöckler heiratete Amalie Holtz, die aus Karlsruhe stammte und in Baden-Baden starb, und bekam mit ihr eine Tochter namens Maria Amalie Thekla, die 1811 in Karlsruhe geboren wurde.